# 安德里伊夫卡 (斯瓦托韋市鎮)
49°24′55″N 38°23′2″E / 49.41528°N 38.38389°E
安德里伊夫卡（烏克蘭語：Андріївка）是位於烏克蘭東部的村莊，由盧甘斯克州斯瓦托韋區的斯瓦托韋市鎮負責管轄。該村始建於1954年，面積1.05平方公里，海拔高度178米，2001年人口87，人口密度每平方公里82.9人。